# Charleston (instrument de musique)
Pour les articles homonymes, voir Charleston.
 (janvier 2022).
Si vous disposez d'ouvrages ou d'articles de référence ou si vous connaissez des sites web de qualité traitant du thème abordé ici, merci de compléter l'article en donnant les références utiles à sa vérifiabilité et en les liant à la section « Notes et références ».

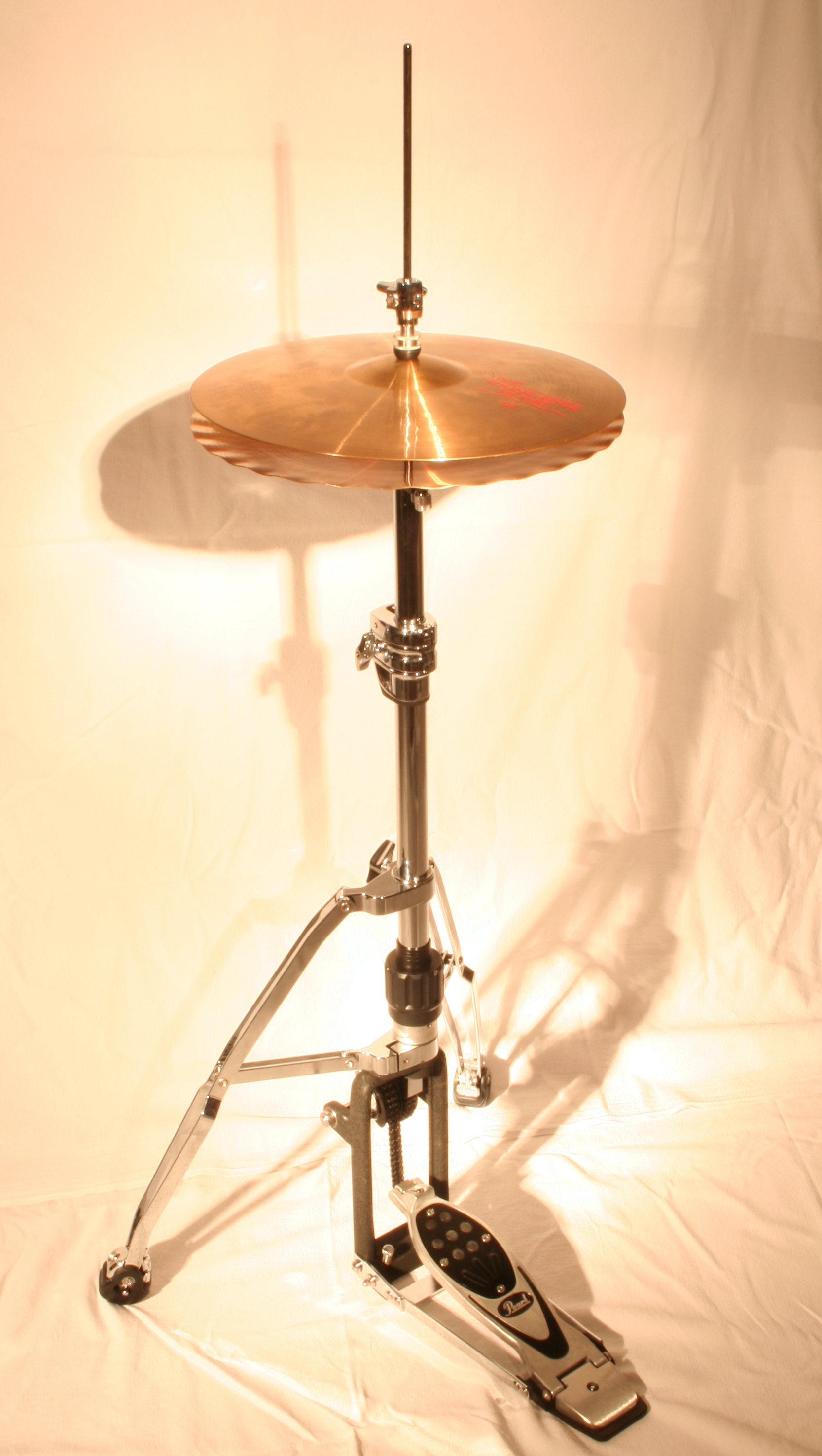
Pédale de charleston complète.

La charleston, aussi appelée « charley » (abrégé en français) ou « hi-hat » (terme anglais), est un instrument de percussion idiophone composé d'une paire de cymbales traversée par un axe réglable et accrochée à un pied à pédale. C'est un élément de la batterie.

## Histoire
La paire de cymbales charleston tire son nom de la ville de Charleston, aux États-Unis. Elle aurait été conçue vers 1920, soit par les batteurs Vic Berton et Kaiser Marshall selon certains auteurs, soit par George Stafford selon d'autres.

## Technique de jeu
En appuyant sur la pédale, le batteur fait descendre la cymbale du dessus réglable, avec une vis serrée sur l'axe traversant, sur celle du dessous qui est fixe, et établit ainsi un contact entre les deux cymbales. La cymbale supérieure peut être fixée plus ou moins haut sur l'axe du pied, en agrandissant ou diminuant le débattement entre les deux cymbales au gré du batteur. La charleston est placée à gauche de la caisse claire — pour un batteur droitier, celui-ci utilisant donc son pied gauche pour appuyer sur la pédale.
Le batteur peut également jouer de la charleston à la baguette, en frappant la cymbale supérieure, permettant diverses sonorités selon que la charleston est en position fermée (souvent utilisée pour marquer le tempo), semi-ouverte (plus fort volume, dans le metal par exemple) voire ouverte (beaucoup utilisée dans le funk).